# Klippråtta
Klippråtta (Petromus typicus) är en art i underordningen piggsvinsartade gnagare och den enda arten i familjen Petromuridae. Trots namnet är den inte närmare släkt med råttor av släktet Rattus.

## Utbredning och systematik
Klippråttan lever i torra klippiga områden och förekommer i södra Angola, Namibia och nordvästra Sydafrika. 
Artens närmaste släktingar finns i gruppen rörråttor. Fossil av förfäder till klippråttan är kända från oligocen, alla återfunna i Afrika.

## Utseende
I viss mån liknar klippråttan arter i djurgruppen ekorrartade gnagare men svansen är inte lika yvig. Skallen är platt uppepå och öronen är små och runda. Extremiteterna är jämförelsevis korta och den har fyra tår på de främre och fem på de bakre extremiteterna. På grund av den elastiska ryggraden kan djuret röra sig i trånga bergssprickor. Pälsens färg som utgör bra kamouflage är på ovansidan gråbrun och på undersidan gulbrun. Kroppslängden ligger mellan 13,5 och 22,5 centimeter, svanslängden mellan 11,5 och 17,5 centimeter och vikten mellan 88 och 285 gram.

## Ekologi
Klippråttan lever i torra klippiga områden och använder sprickor i berget som gömställe. Arten är främst aktiv under morgonen och kvällen. Under de första tre timmar efter soluppgången ligger den ofta i solen och under dagens hetaste timmar söker den skydd i skuggan för att hålla en konstant kroppstemperatur. Djuret försöker alltid hålla sig skymd för att inte bli upptäckt av rovfåglar. Klippråttan vistas främst på marken men kan göra kortare hopp. Den lever antingen ensam eller i par. Under en studie observerades 15 individer på ett sex hektar stort område. Ofta lever denna art i samma region som klippdassar men på grund av storleksskillnad är de inte konkurrenter. Klippråttan är växtätare och livnär sig av gräs, frön och bär.

### Fortplantning
Klippråttans parningstid är november till december det vill säga sommaren på södra halvklotet. Efter dräktigheten som varar i cirka tre månader föder honan ett till tre ungdjur. Ungarna föds med hår och är jämförelsevis väl utvecklade. Efter ungefär två veckor börjar ungdjuren med fast föda och cirka tre veckor senare slutar honan att ge di.

## Status och hot
På grund av djurets svårtillgängliga habitat har klippråttor sällan kontakt med människor. Beståndet bedöms inte av IUCN som hotat utan kategoriseras som livskraftigt (LC).